# Grafelde
Grafelde ist ein Ortsteil von Adenstedt in der Gemeinde Sibbesse im Landkreis Hildesheim, Niedersachsen, Deutschland.

## Geografie

### Lage
Grafelde befindet sich zwischen den Sieben Bergen im Nordwesten, dem Hildesheimer Wald im Norden, dem Heber im Süd-Südosten und dem Sackwald im Südwesten. Vom Gemeindegebiet aus gelangt man über die L 469 durch den Sackwald über den „Adenstedter Berg“ in das westlich gelegene Alfeld.

### Ortsgliederung
Grafelde, Sellenstedt und der Kernort Adenstedts bilden zusammen den Ortsteil Adenstedt in der Gemeinde Sibbesse.

## Geschichte
In den ältesten Schriftstücken wurde Grafelde um das Jahr 1000 als „Grafla“ oder auch „Graflon“ erwähnt. Diese Namen heißen etwa so viel wie „Grab“ oder „Totengrabfeld“. Früher hatte das Marienkloster aus Hildesheim vor Ort größeren Besitz. In der Kapelle, die sich schon vor der Zeit der Reformation in Grafelde befand, ist ein besonders schöner spätgotischer Altarschrein erhalten.
Zu Beginn des 20. Jahrhunderts zählte Grafelde 210 Einwohner.
Am 1. März 1974 wurde die ehemals selbstständige Gemeinde Grafelde in die Gemeinde Adenstedt eingegliedert. Die Samtgemeinde Sibbesse, der auch Adenstedt angehörte, entstand am 1. April 1974 im Zuge der damaligen kommunalen Gebietsreform in Niedersachsen.
Grafelde, als Ortsteil von Adenstedt, gehörte bis zum 31. Dezember 2004 zum Regierungsbezirk Hannover, der infolge einer Verwaltungsreform mit Ablauf dieses Datums aufgelöst wurde.
Am 1. November 2016 wurde die Samtgemeinde Sibbesse aufgelöst und in die Einheitsgemeinde Sibbesse umgewandelt.

## Politik

### Ortsrat und Ortsbürgermeister
Grafelde wird auf kommunaler Ebene vom Adenstedter Ortsrat vertreten.

### Wappen
Der ehemaligen Gemeinde Grafelde wurde das Kommunalwappen am 10. August 1938 durch den Oberpräsidenten der Provinz Hannover verliehen. Der Landrat aus Alfeld überreichte es am 14. März 1939.
| Wappen von Grafelde | Blasonierung: „Im grünen Schild, geteilt durch einen silbernen Schrägrechtsfaden, oben ein goldener, zweiblättriger Buchenzweig mit geöffnetem, silbernem, vierblättrigem Fruchtbecher, darin die goldenen Buchnüsse, und unten eine goldene, begrannte und beblätterte Roggenähre.“ |
| Wappen von Grafelde | Wappenbegründung: Die Gemarkung des Bauerndorfes Grafelde besteht je zur Hälfte aus Wald und Ackerfluren, die die Grundlagen des Wohlstandes der Gemeinde bilden. So lag es nahe, beide symbolhaft im Wappen zu verankern. Die Roggenähre versinnbildlicht als eine Hauptfrucht der Volksernährung die Ackerwirtschaft und das Buchenreis die herrlichen Bestände der Gemeindewaldungen. |

## Kultur und Sehenswürdigkeiten
Bauwerke
- Die evangelische Marienkapelle in Grafelde, die anstatt eines Turmes einen beschieferten Dachreiter hat, wurde aus Bruchsteinen mit Eckquadern aus Sandstein erbaut. Sie steht auf einem Sockel aus Sandstein und ist u. a. wegen ihres spätgotischen Flügelaltars vom Ende des 15. Jahrhunderts sehenswert. Er wurde 1896, 1928 und 1954 restauriert.[8] Die Kapelle ist im Kern romanisch, aus dieser Zeit ist ein Christuskopf über dem Eingang erhalten. Der östliche Teil der Kapelle, der etwas erhöht angebrachte Chor, wurde 1512 im Stil der Gotik erbaut, wie die an der Südostecke angebrachte Jahreszahl ausweist. Die außerordentlich massiven Mauern der Kapelle sowie die an Schießscharten erinnernden kleinen Fenster im Giebel lassen vermuten, dass sie auch als Wehrkirche diente. In der Außenwand des gotischen Teiles fällt eine Nische unter einem Fenster mit gotischem Maßwerk auf, in der möglicherweise ursprünglich eine Heiligenfigur stand. Im Innern der Kapelle ist links neben dem gemauerten Altar ein steinernes Taufbecken mit stark verwitterten Reliefs beachtenswert, das 1511 angefertigt wurde und ursprünglich draußen vor der Kapelle stand. Die Balkendecke der Kapelle wurde 1753 eingebaut.

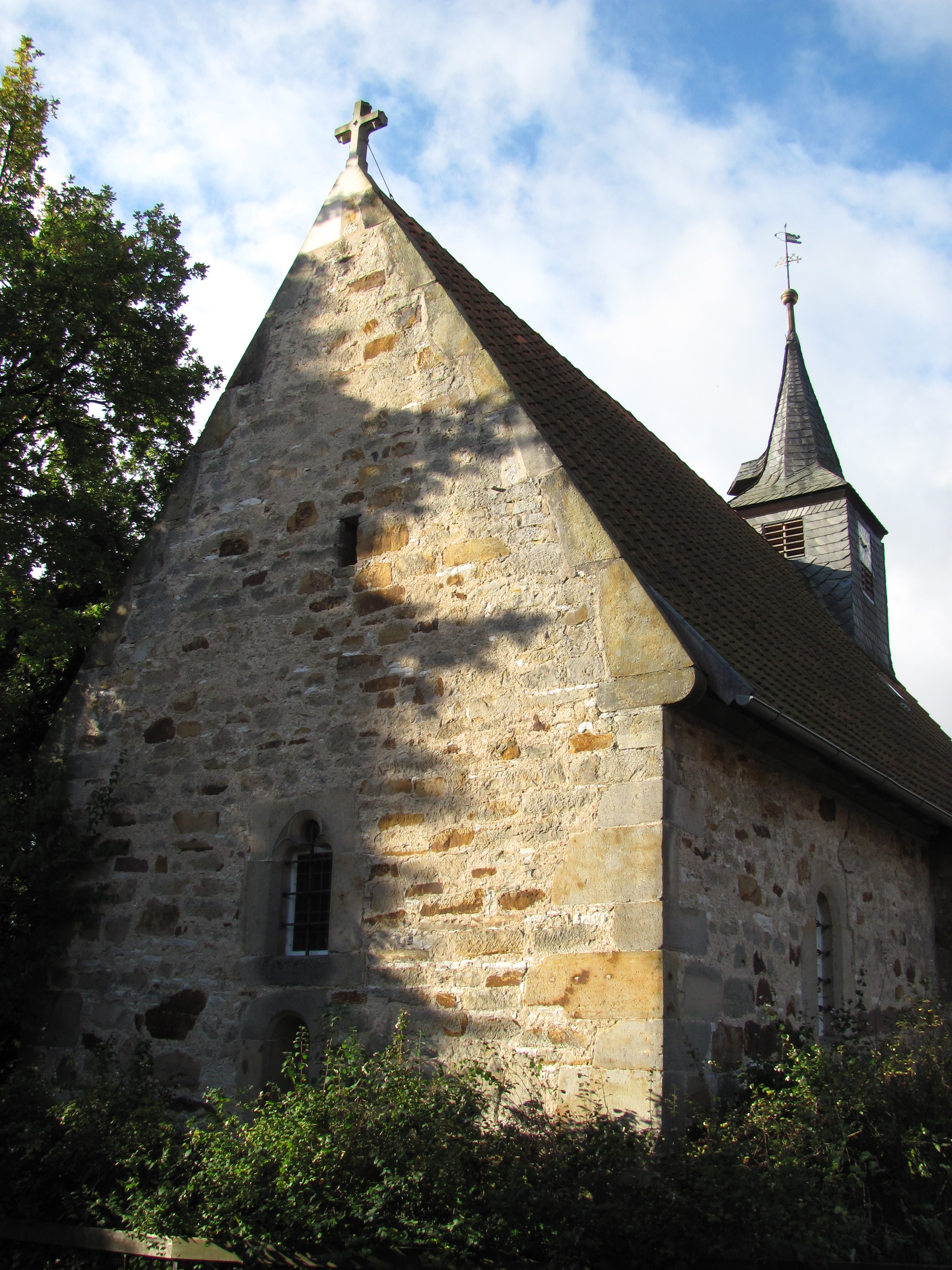
Marienkapelle Hinteransicht
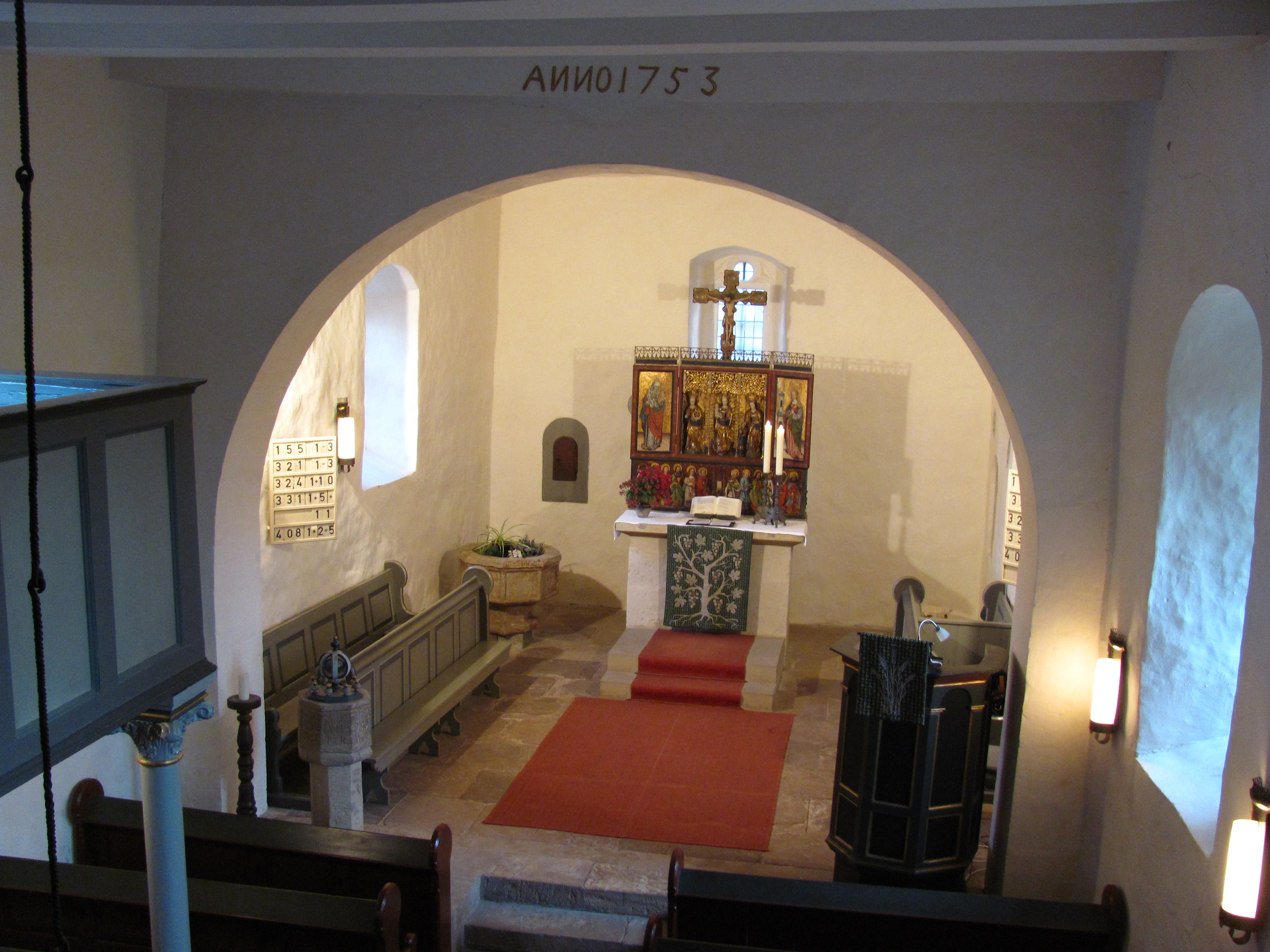
Marienkapelle Innenansicht mit Altarschrein